# 意味ネットワーク
意味ネットワーク（いみネットワーク、英: semantic network、英: frame network）は、人間の記憶の一種である意味記憶の構造を表すためのモデルである。
概念の間の意味関係を表現するネットワークである。知識表現でよく利用される。概念を表す節と、概念の意味関係を表す辺からなる、有向グラフまたは無向グラフである。

## 歴史

意味ネットワークの例

"セマンティックネット Semantic Nets"は1956年ケンブリッジ言語研究所ユニットのリチャード・リチェンスが機械翻訳と自然言語の間の計算機向け言語として発明した。1960年代初期に「SYNTHEXプロジェクト」の一部として、ロバート・シモンズ、シェルドン・クラインとカレン・マコノログ、ロス・キリアン、ほかのシステム開発企業らが独自に開発した。のちにアラン・コリンズ (認知科学者)とキリアンの論文によって広く知られるようになった。(例: Collins and Quillian; Collins and Loftus Quillian)
1980年代後半にオランダのフローニンゲン大学とトゥウェンテ大学が共同で「知識グラフ」と呼ぶプロジェクトを始めた。知識グラフとは、グラフ理論の代数を活用する目的で、意味ネットワークの辺に「ありうる関係の有限の集合からなる」とする制約を加えたものである。その後の10年間で意味ネットワークと知識グラフの区別はなくなった。2012年にはGoogleがナレッジグラフと呼ぶ知識グラフを公表した。2020年代には、コロラド大学ボルダー校のオンライン修士号「データサイエンス」の一部として採用されている。

## 基礎
意味ネットワークは、ある物事がほかの物事と関係する概念の集合としてもっともよく理解できる知識をもつときに使える。ほとんどの意味ネットワークは認知に基づいている。分類階層のなかで体系化できる弧や節からなる。意味ネットワークは活性化拡散モデル、継承、プロトオブジェクトとしての節などのアイデアに貢献した。
実装については、PythonやJSONなどでの実装が可能である。

## 解説
人間の記憶は、コンピュータの記憶と異なる構造を持つので、ビットやバイトといった情報量で表すことができない。そのため、このようなモデルが必要となる。集合論を基礎としたモデルなどもある。
ノード（円）が概念、リンク（矢印）が関係を表す。リンクには「である（is-a）」、「もつ（has-a）」などがある。
意味ネットワークのデータベースを実現するには、
- 「太郎は日本人である」
- 「日本人は人種である」
- 「人間は人種を持つ」
- 「人間は動物である」

のような上下関係のリストを作成する。その上で
「太郎は動物であるか？」
とデータベースに問い合わせると、ノード「太郎」から上方に探索すればノード「動物」に達するので、答えは「太郎は動物である」または「そうです」となる。このように意味ネットワークを応用すれば、ちょっとした応答型ロボットの対話プログラムを作成することができる。